# Thoix
Thoix là một xã ở tỉnh Somme, vùng Hauts-de-France, Pháp.

## Địa lý
Thị trấn này có cự ly khoảng 15 miles về phía tây nam của Amiens, trên đường D100. Sông Parquets, chi lưu của sông Évoissons, chảy vào Selle, bắt nguồn ở Thoix.

## Dân số
| 1962                                                  | 1968 | 1975 | 1982 | 1990 | 1999 |
| ----------------------------------------------------- | ---- | ---- | ---- | ---- | ---- |
| 86                                                    | 105  | 114  | 130  | 135  | 144  |
| Số liệu dân số từ năm 1962, dân số không tính hai lần |      |      |      |      |      |

## Địa điểm nổi bật

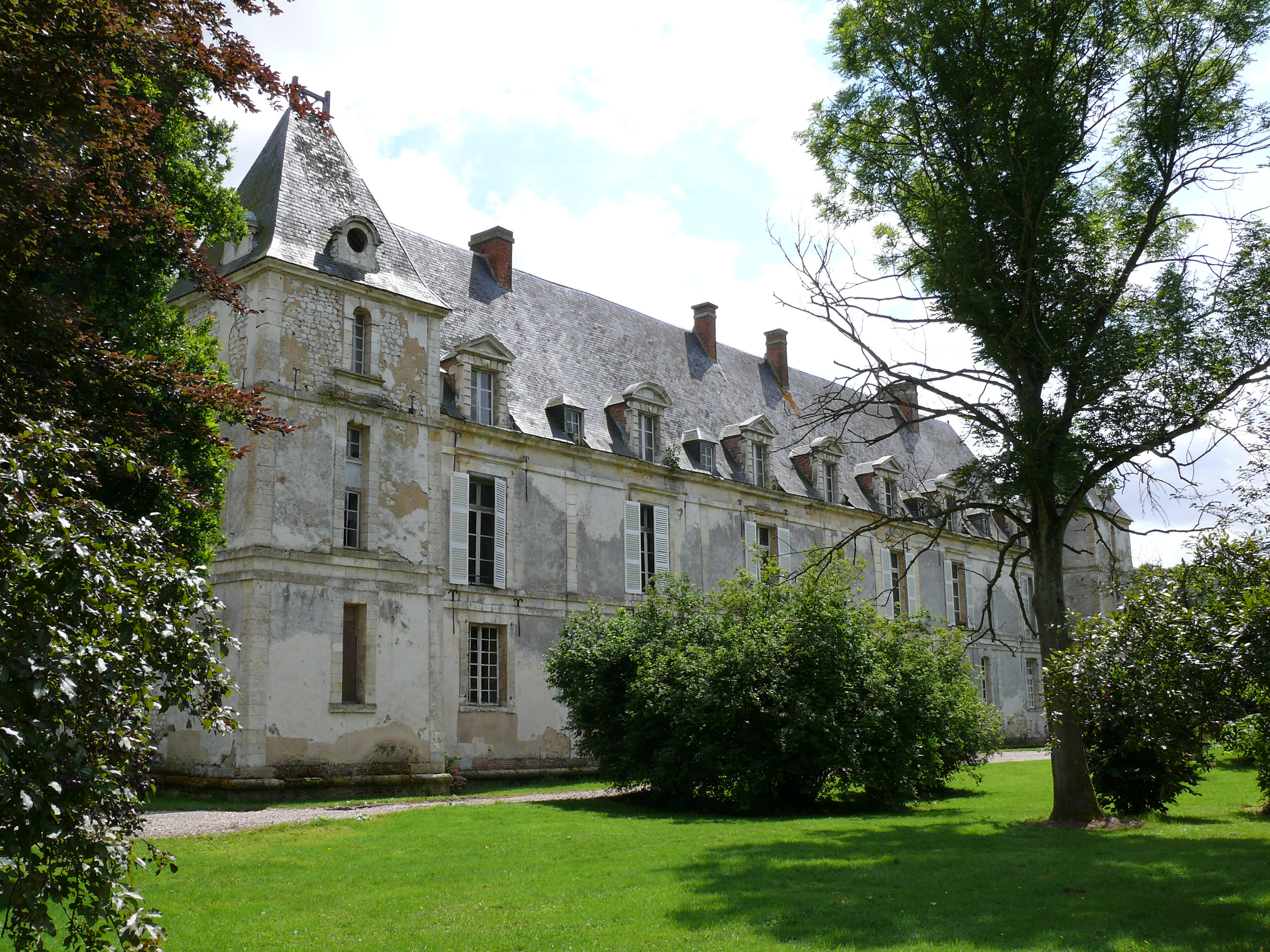
Lâu đài Thoix

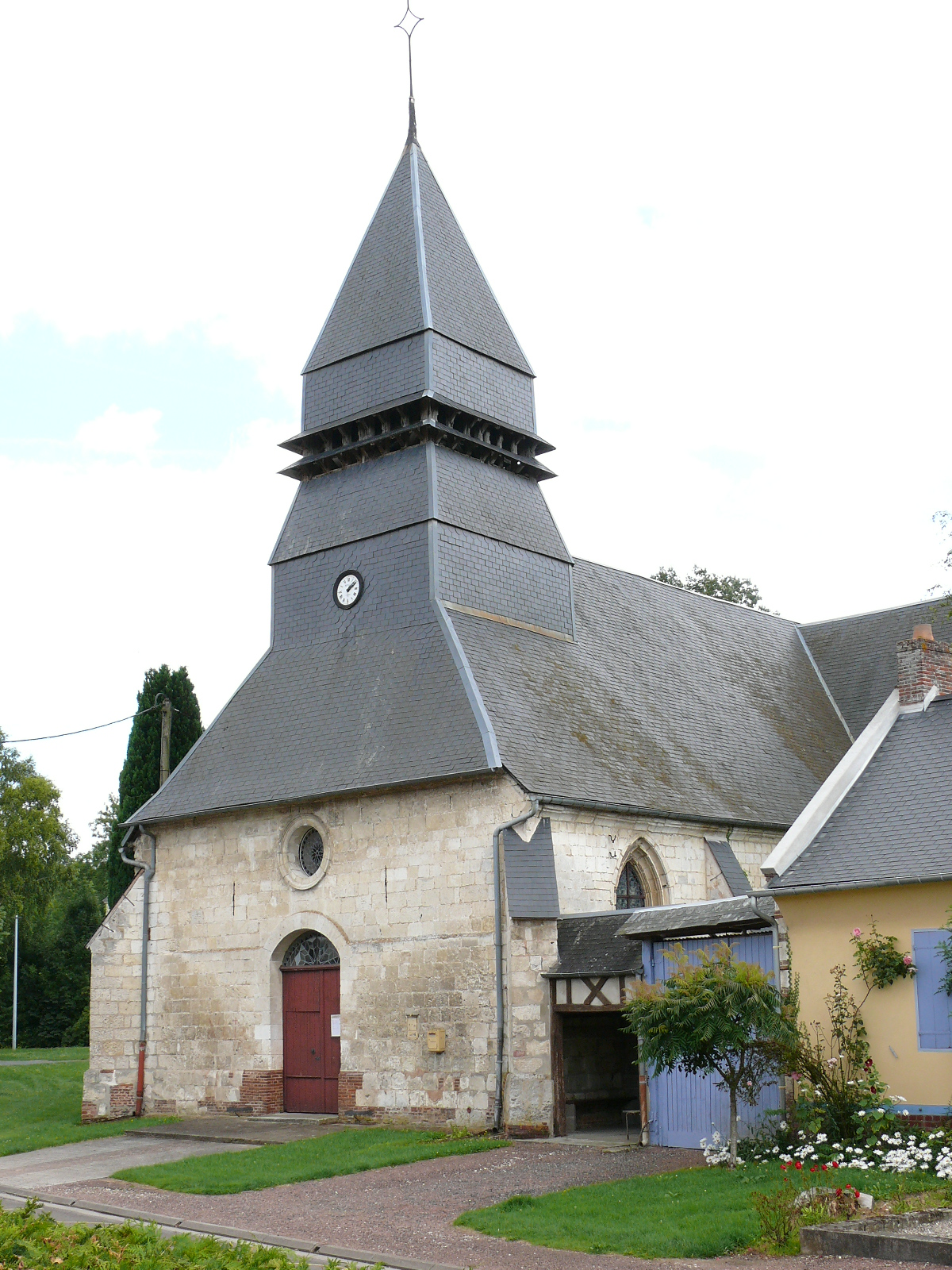
Nhà thờ Saint-Étienne

- Lâu đài thế kỷ 15.
- Nhà thờ Saint-Etienne thế kỷ 15.